# Remo nos Jogos Pan-Americanos de 1959
As competições de remo nos Jogos Pan-Americanos de 1959 foram realizadas em Chicago, Estados Unidos. Esta foi a terceira edição do esporte nos Jogos Pan-Americanos, tendo sido disputado apenas entre homens.

## Medalhistas
| Evento                 | Ouro                 | Prata                     | Bronze                 |
| ---------------------- | -------------------- | ------------------------- | ---------------------- |
| Skiff simples detalhes | Harry Parker (USA) · | Anthony Biernacki (CAN) · | Paulo Carvalho (URU) · |
| Skiff duplo detalhes   | USA Estados Unidos   | URU Uruguai               | PER Peru               |
| Dois sem detalhes      | USA Estados Unidos   | BRA Brasil                | ARG Argentina          |
| Dois com detalhes      | URU Uruguai          | ARG Argentina             | USA Estados Unidos     |
| Quatro sem detalhes    | USA Estados Unidos   | ARG Argentina             | CHI Chile              |
| Quatro com detalhes    | USA Estados Unidos   | ARG Argentina             | BRA Brasil             |
| Oito com detalhes      | USA Estados Unidos   | CAN Canadá                | ARG Argentina          |

## Quadro de medalhas
| Ordem | País               | Medalha de ouro | Medalha de prata | Medalha de bronze |    |
| ----- | ------------------ | --------------- | ---------------- | ----------------- | -- |
| 1     | USA Estados Unidos | 6               |                  | 1                 | 7  |
| 2     | URU Uruguai        | 1               | 1                | 1                 | 3  |
| 3     | ARG Argentina      |                 | 3                | 2                 | 5  |
| 4     | CAN Canadá         |                 | 2                |                   | 2  |
| 5     | BRA Brasil         |                 | 1                | 1                 | 2  |
| 6     | CHI Chile          |                 |                  | 1                 | 1  |
|       | PER Peru           |                 |                  | 1                 | 1  |
| TOTAL | TOTAL              | 7               | 7                | 7                 | 21 |